# Ergebnisse der Kommunalwahlen in Schwerin
- Linke: 5
- PARTEI: 1
- SPD: 8
- Grüne: 3
- ASK: 1
- UB: 3
- FDP: 2
- CDU: 9
- AfD: 12
- EB Steinmüller: 1

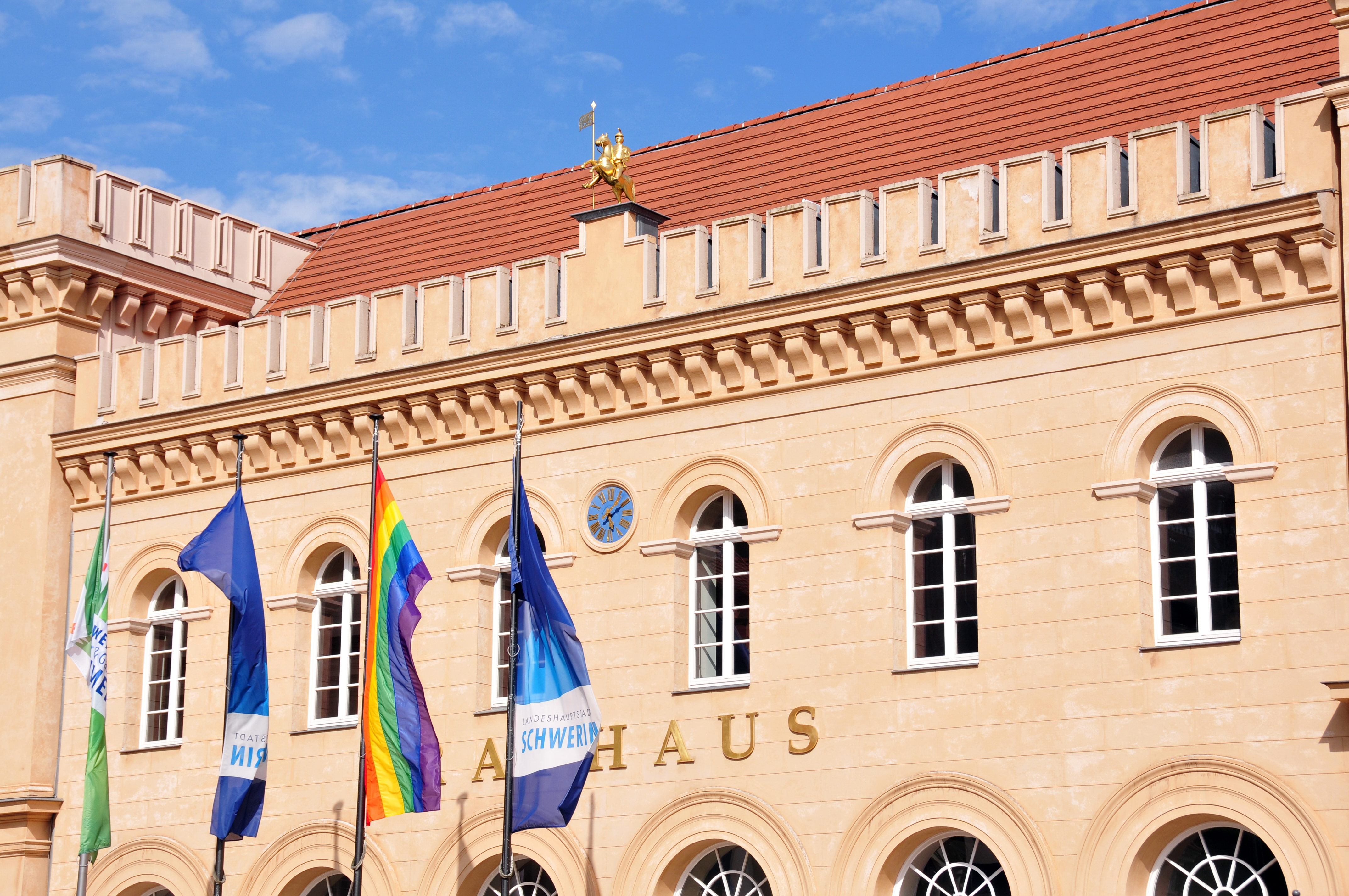
Rathaus Schwerin

In den folgenden Listen werden die Ergebnisse der Kommunalwahlen in Schwerin aufgelistet. Es werden die Ergebnisse der Wahlen zur Stadtvertretung ab 1990 angegeben. 
Es werden nur diejenigen Parteien und Wählergruppen aufgelistet, die bei wenigstens einer Wahl mindestens zwei Prozent der gültigen Stimmen erhalten haben. Bei mehrmaligem Unterschreiten dieser Grenze werden auch Ergebnisse ab einem Prozent aufgeführt. Das Feld der Partei, die bei der jeweiligen Wahl die meisten Stimmen bzw. Sitze erhalten hat, ist farblich gekennzeichnet.

## Parteien
- AB 2000: Partei der Alternativen Bürgerbewegung 2000 Deutschlands
- B’90/Grüne: Bündnis 90/Die Grünen → Grüne
- B.F.D.: Bund Freier Demokraten → 1990: FDP
- CDU: Christlich Demokratische Union Deutschlands
  - 1990: CDU der DDR
- DBD: Demokratische Bauernpartei Deutschlands
- DFD: Demokratischer Frauenbund Deutschlands
- DSU: Deutsche Soziale Union
- FDP: Freie Demokratische Partei → ab 1994
- Grüne: B’90/Grüne
- Linke: Die Linke
  - bis 2004: PDS
  - ab 2009: Die Linke
- NF: Neues Forum (Forum)
- NPD: Nationaldemokratische Partei Deutschlands
- PDS: Partei des Demokratischen Sozialismus → Linke
- SPD: Sozialdemokratische Partei Deutschlands
  - 1990: SPD der DDR

## Wählergruppen
- ASK Schwerin: Aktionsgruppe Stadt und Kulturschutz
- FAB: Freie Alternative Bürger
  - 1990 als FaBu: Freie alternative Bürgerunion
- UB: Wählergemeinschaft Unabhängige Bürger: Mandate 1999 (Wähleranteil: 2,4 %) und 2004 (Wähleranteil: 9,7 %) bei den Einzelbewerbern
- UFV: Unabhängiger Frauenverband

## Abkürzung
- Ezb.: Einzelbewerber
- Wbt.: Wahlbeteiligung

## Wahlen zur Stadtvertretung
Stimmenanteile der Parteien in Prozent
| Jahr   | Wbt. | CDU    | Linke | SPD    | UB   | Grüne | AfD  | FDP | NF  | PARTEI |
| ------ | ---- | ------ | ----- | ------ | ---- | ----- | ---- | --- | --- | ------ |
| 119901 | 69,8 | 23,9   | 22,9  | 26,3   |      | 4,9   |      | 5,6 | 9,8 |        |
| 219942 | 64,6 | 15,4   | 34,0  | 31,1   |      | 7,4   |      | 3,7 | 3,6 |        |
| 319993 | 42,3 | 30,7   | 30,0  | 22,2   |      | 6,1   |      | 1,9 |     |        |
| 2004   | 38,6 | 31,1   | 23,7  | 17,4   |      | 09,96 |      | 6,8 |     |        |
| 420094 | 40,8 | 022,05 | 25,7  | 022,01 | 11,0 | 9,3   |      | 6,4 |     |        |
| 2014   | 44,8 | 24,8   | 24,6  | 19,5   | 11,2 | 7,8   | 5,9  | 3,0 |     |        |
| 2019   | 58,0 | 017,18 | 15,5  | 17,21  | 14,1 | 12,1  | 15,1 | 4,0 |     | 3,0    |
| 2024   | 64,8 | 19,7   | 10,2  | 16,8   | 7,2  | 6,8   | 26,0 | 3,7 |     | 3,3    |

Sitzverteilung
| Jahr | Gesamt | CDU | Linke | SPD | UB | Grüne | AfD | FDP | NF | Ezb. |
| ---- | ------ | --- | ----- | --- | -- | ----- | --- | --- | -- | ---- |
| 1990 | 111    | 27  | 26    | 29  |    | 6     |     | 6   | 11 |      |
| 1994 | 47     | 8   | 18    | 17  |    | 4     |     |     |    |      |
| 1999 | 47     | 16  | 15    | 11  |    | 3     |     |     |    | 2    |
| 2004 | 44     | 14  | 11    | 8   |    | 4     |     | 3   |    | 4    |
| 2009 | 45     | 10  | 12    | 10  | 5  | 4     |     | 3   |    |      |
| 2014 | 45     | 11  | 11    | 9   | 5  | 4     | 3   | 1   |    |      |
| 2019 | 45     | 8   | 7     | 8   | 6  | 5     | 7   | 2   |    |      |
| 2024 | 45     | 9   | 5     | 8   | 3  | 3     | 12  | 2   |    | 1    |

Sitzverteilung der Parteien und Wählergruppen, die nie mehr als zwei Sitze erhalten haben
| Jahr | PARTEI | ASK | NPD | UFV | DFD | DBD | DSU | FAB |
| ---- | ------ | --- | --- | --- | --- | --- | --- | --- |
| 1990 |        |     |     | 2   | 1   | 1   | 1   | 1   |
|      |        |     |     |     |     |     |     |     |
| 2009 |        |     | 1   |     |     |     |     |     |
| 2014 |        | 1   |     |     |     |     |     |     |
| 2019 | 1      | 1   |     |     |     |     |     |     |
| 2024 | 1      | 1   |     |     |     |     |     |     |

Fußnoten
1 1990: zusätzlich: UFV: 1,7 %, DFD: 1,2 %, DBD: 1,2 %, DSU: 1,0 % und FaBu: 0,7 %

2 1994: zusätzlich: FAB: 2,3 %

3 1999: zusätzlich: AB 2000: 3,1 %

4 2009: zusätzlich: NPD: 2,8 %